# Miriam Gauci
Miriam Gauci (* 3. April 1959 in Vittoriosa auf Malta) ist eine maltesische Opernsängerin (Sopran).

## Leben
Die Sopranistin Miriam Gauci studierte zunächst bei ihrer Tante, der Sopranistin Hilda Tabone, wechselte dann zu Lia Guarini am Conservatorio Giuseppe Verdi in Mailand, Italien, und schloss ihr Studium schließlich am Centro Perfezionamento Artisti Lirici del Teatro Alla Scala di Milano erfolgreich ab. Nachdem sie mehrere Wettbewerbe gewonnen hatte, absolvierte sie ihr Bühnendebüt 1984 in Bologna in Poulencs La Voix Humaine.
In Mailand debütierte sie an der Scala in der Rolle der Proserpina in Luigi Rossis Orfeo, als dieses Werk seine erste moderne Aufführung erfuhr. In der darauf folgenden Spielzeit trat sie in Die Frau ohne Schatten und La Sonnambula auf. In den USA debütierte sie in Santa Fé im Jahre 1987, als sie die Rolle der Madama Butterfly sang. Diese Rolle nahm sie später bei Naxos auf. Ebenfalls in den USA, nämlich in Los Angeles, sang sie auch die Mimi aus La Bohème, dann in Hamburg die Liù aus Turandot und auf dem Wexford Festival die Ginevra aus Umberto Giordanos La Cena delle Beffe. Miriam Gauci tritt seitdem an vielen größeren europäischen Opernhäusern mit einem umfangreichen Repertoire auf, das von Donna Elvira bis Anna Bolena und Luisa Miller reicht.
Außer der Oper pflegt sie ein umfangreiches Konzert- und Lied-Repertoire. Ihre Stimme, die gewaltig, aber auch sanft klingen kann, gilt als äußerst wandlungsfähig, obwohl Gauci nicht die Berühmtheit manch ihrer Kolleginnen in der Opernwelt erlangt hat. Zu ihren berühmten Partnern zählen Tenöre wie Plácido Domingo, Giacomo Aragall, Peter Dvorsky, und Francisco Araiza. Sie hat mit Dirigenten wie Gianandrea Gavazzeni, Silvio Varviso, Zubin Mehta, Georges Prêtre, Riccardo Muti, Claudio Abbado und Wolfgang Sawallisch zusammengearbeitet.
1993 wurde ihr vom Präsidenten Vincent Tabone der Maltesische Verdienstorden verliehen. Sie ist mit dem ebenfalls aus Malta stammenden Dirigenten und Pianisten Michael Laus verheiratet und hat eine Tochter.
Gauci gilt als führende Puccini-Interpretin ihrer Generation.

## CD-Aufnahmen
- Puccini Madama Butterfly Naxos
- Puccini Manon Lescaut Naxos
- Leoncavallo Pagliacci Naxos
- Puccini La Bohème Discover
- Puccini Tosca Discover
- Verdi Otello Discover
- Verdi Simon Boccanegra Discover
- Puccini Suor Angelica Discover
- Beethoven 9. Sinfonie Discover
- Verdi Requiem Discover
- Dvořák Stabat Mater Discover
- Brahms Ein Deutsches Requiem Discover
- Beethoven Egmont – Bühnenmusik Discover
- Soprano Arias from Italian Operas Naxos
- Discover Miriam Gauci Discover
- Ramon Vargas: Between Friends RCA

## DVD-Aufnahmen
- Puccini Manon Lescaut Arthaus
- Bizet Carmen Repertoire Sales & Distribution